# Xestia accipiter
Xestia accipiter är en fjärilsart som beskrevs av Ham 1903. Xestia accipiter ingår i släktet Xestia och familjen nattflyn. Inga underarter finns listade i Catalogue of Life.